# 武誠山一成
武誠山 一成（ぶせいざん いっせい、1981年5月27日 ‐ ）は、茨城県笠間市出身で藤島部屋（入門時は武蔵川部屋）に所属していた元大相撲力士。本名は中野 一成（なかの いっせい）。現役時代の体格は身長184cm、体重153kg、血液型O型。得意技は押し、左四つ、寄り。最高位は東幕下7枚目（2011年7月場所）。

## 来歴
笠間小学校3年生で相撲を始め、笠間中学校3年生の時には全国中学校相撲選手権大会で準優勝した。金沢市立工高を経て東洋大学へ進学し、大学時代は個人タイトル7個を獲得した。2003年には相撲部主将を務め、国体成年Aでは決勝で大学の先輩である横山英希（のち十両・高見藤）を敗って優勝し、幕下付出資格を得た。全日本相撲選手権で左手首を亀裂骨折したためデビューが遅れ、2004年5月場所に幕下15枚目格付出で武蔵川部屋から初土俵を踏んだ。同期生には把瑠都がいる。
順調な出世を期待されたが、2004年5月場所を3勝4敗と負け越すと、そこから3場所連続で負け越した。その後2場所連続で勝ち越したものの、右膝の靭帯を痛め2005年3月場所を全休し三段目に陥落した。2005年は故障の影響からか幕下と三段目の往復が続き、2006年になって幕下に定着した。2007年11月場所には、幕下15枚目以上で自身初の勝ち越しを決めた。しかしながら関取昇進はかなわず、深刻な腰痛の影響で稽古もままならなくなって2013年7月場所では三段目、2015年11月場所では序二段と次第に番付降下の一途を辿った。しかし、序二段で勝ち越すことは一度もできずに2016年1月場所限りで現役を引退した。引退時には最高158kgあった体重が98kgまで激減していたという。
大学の同期には、共に前相撲デビューの木村山と磋牙司がいるが、皮肉にも2人とも入幕を果たしている。

## 主な成績
- 通算成績：235勝244敗11休（70場所）

| | 一月場所 初場所（東京）   | 三月場所 春場所（大阪） | 五月場所 夏場所（東京） | 七月場所 名古屋場所（愛知） | 九月場所 秋場所（東京） | 十一月場所 九州場所（福岡） |
| --- | ------------------------- | ----------------------- | ----------------------- | --------------------------- | ----------------------- | --------------------------- |
| 2004年 （平成16年） | x                         | x                       | 幕下付出15枚目 3–4      | 西幕下21枚目 1–6            | 東幕下44枚目 3–4        | 西幕下54枚目 4–3            |
| 2005年 （平成17年） | 東幕下45枚目 4–3          | 東幕下38枚目 休場 0–0–7 | 西三段目18枚目 4–3      | 東三段目7枚目 5–2           | 西幕下49枚目 1–6        | 東三段目18枚目 5–2          |
| 2006年 （平成18年） | 西幕下57枚目 4–3          | 東幕下49枚目 3–4        | 東幕下59枚目 4–3        | 西幕下49枚目 5–2            | 東幕下35枚目 4–3        | 西幕下28枚目 5–2            |
| 2007年 （平成19年） | 東幕下15枚目 3–4          | 西幕下23枚目 5–2        | 東幕下14枚目 2–5        | 東幕下27枚目 5–2            | 西幕下16枚目 4–3        | 西幕下13枚目 4–3            |
| 2008年 （平成20年） | 西幕下11枚目 4–3          | 西幕下7枚目 3–4         | 東幕下13枚目 3–4        | 東幕下21枚目 4–3            | 東幕下17枚目 3–4        | 東幕下24枚目 5–2            |
| 2009年 （平成21年） | 西幕下14枚目 3–4          | 西幕下24枚目 4–3        | 西幕下18枚目 4–3        | 東幕下13枚目 4–3            | 東幕下9枚目 2–5         | 西幕下19枚目 2–5            |
| 2010年 （平成22年） | 西幕下17枚目 3–4          | 西幕下23枚目 2–5        | 東幕下37枚目 4–3        | 東幕下28枚目 5–2            | 東幕下13枚目 4–3        | 西幕下9枚目 2–5             |
| 2011年 （平成23年） | 西幕下21枚目 4–3          | 八百長問題 により中止   | 西幕下16枚目 4–3        | 東幕下7枚目 3–4             | 西幕下10枚目 2–5        | 東幕下21枚目 3–4            |
| 2012年 （平成24年） | 東幕下28枚目 3–4          | 西幕下36枚目 3–4        | 西幕下48枚目 4–3        | 東幕下38枚目 4–3            | 西幕下32枚目 6–1        | 西幕下12枚目 3–4            |
| 2013年 （平成25年） | 東幕下18枚目 3–4          | 西幕下24枚目 2–5        | 東幕下47枚目 2–5        | 東三段目6枚目 0–3–4         | 西三段目56枚目 5–2      | 東三段目28枚目 3–4          |
| 2014年 （平成26年） | 西三段目43枚目 3–4        | 西三段目56枚目 5–2      | 東三段目30枚目 2–5      | 西三段目54枚目 5–2          | 東三段目26枚目 3–4      | 西三段目43枚目 4–3          |
| 2015年 （平成27年） | 西三段目29枚目 3–4        | 東三段目44枚目 3–4      | 西三段目61枚目 4–3      | 東三段目46枚目 2–5          | 西三段目76枚目 2–5      | 東序二段筆頭 2–5            |
| 2016年 （平成28年） | 東序二段33枚目 引退 2–5–0 | x                       | x                       | x                           | x                       | x                           |
| 各欄の数字は、「勝ち-負け-休場」を示す。 優勝 引退 休場 十両 幕下 三賞：敢=敢闘賞、殊=殊勲賞、技=技能賞 その他：★=金星 番付階級：幕内 - 十両 - 幕下 - 三段目 - 序二段 - 序ノ口 幕内序列：横綱 - 大関 - 関脇 - 小結 - 前頭（「#数字」は各位内の序列） |                           |                         |                         |                             |                         |                             |

## 改名歴
- 中野 一成（なかの いっせい）2004年5月場所 - 2011年1月場所
- 武誠山 一成（ぶせいざん  - ）2011年5月技量審査場所 - 2016年1月場所